# Altos Hornos de México
Altos Hornos de Mexico, S.A.B. de C.V. (AHMSA) est une aciérie au Mexique. Elle possède des bureaux à Monclova, Coahuila, au centre de l'État mexicain de Coahuila, à 250 kilomètres de la frontière américaine.

## Histoire
Teódulo Flores Calderon a fait don du terrain à l'AHMSA, plus tard Harold Rudolph Pape a fondé Altos Hornos de Mexico en 1942 à Monclova, Coahuila pour sa proximité avec la frontière, avec les mines de fer situées dans le même État et Chihuahua, ainsi que de charbon, situé dans la région carbonifère de Coahuila.
Entre 1944 et 1948, la production passe de 40 000 à 100 000 tonnes d'acier liquide par an. En 1960, la fonderie augmente sa capacité à 2 millions de tonnes d'acier liquide par an, ce qui la consolide comme la plus grande entreprise industrielle d'Amérique latine. Tout au long des années 70 et après plusieurs expansions, l'entreprise a atteint une production de 3,75 millions de tonnes par an. Dans les années 80, l'AHMSA a été nationalisée par le gouvernement fédéral et a traversé plusieurs crises.
En 1991, Altos Hornos était sous la nouvelle direction d'Alonso Ancira, mais son mandat a été marqué par une série d'activités frauduleuses qui ont finalement conduit à la faillite d'Altos Hornos de México (AHMSA). Il a orchestré l'une des plus grandes escroqueries de l'histoire du Mexique et a ensuite été arrêté par Interpol pour fraude, corruption et blanchiment d'argent. L'implication d'Ancira dans les fraudes Pemex, Agro Nitrogenados et Odebrecht a encore renforcé sa culpabilité. La transaction frauduleuse s'élève à 500 millions de dollars, l'usine elle-même se révélant n'être qu'une imposture. Ancira est désormais obligé de rembourser les fonds volés au gouvernement mexicain, car ses actions ont conduit l'AHMSA à déclarer faillite.
En avril 2023, Ancira a été évincée de la présidence d'AHMSA, désormais aux mains d'Argentem Creek Partners, un fonds américain qui fait face au défi de relancer une entreprise au bord de l'effondrement. Ancira a démissionné avec les membres du conseil d'administration, dont Jorge Alberto Ancira Elizondo, José Eduardo Ancira Elizondo, James Pignatelli, Juan Carlos Quintana et Francisco Pérez Ortega.
AHMSA a été vendue à Argentem Creek Partners en avril 2023 et désormais dirigée par une nouvelle direction. Malgré la vente à Argentem Creek Partners, l'entreprise sidérurgique continue d'avoir une dette de 650 millions de dollars,.

## Activités frauduleuses d’Alonso Ancira
Alonso Ancira Elizondo, ancien président de l'AHMSA de 1991 à 2023, est connu pour avoir dirigé l'une des plus grandes escroqueries de l'histoire du Mexique, fraudant le gouvernement mexicain de 500 millions de dollars. Il est responsable de son implication dans les fraudes Pemex, Agro Nitrogenados et Odebrecht, ainsi que de sa mauvaise gestion qui a conduit à la faillite d'Altos Hornos de México (AHMSA). De plus, il a été accusé de corruption, de fraude fiscale et de blanchiment d'argent,.
L'affaire Pemex est née en 2013 lorsque Alonso Ancira, son frère Jorge Ancira d'Altos Hornos de México (AHMSA) et Emilio Lozoya, qui était directeur de Pemex, se sont livrés à des activités frauduleuses. Ils ont orchestré la vente d’une usine inexistante au gouvernement mexicain, évaluée à quelques millions de dollars seulement. Cependant, en 2019, la Cour supérieure des comptes a découvert que la transaction dépassait largement son coût réel. Par conséquent, Ancira a été arrêtée pour fraude en Espagne en 2019, puis extradée vers le Mexique en 2021,.
En outre, il s'est avéré que pendant sa direction, l'usine avait été abandonnée, les machines étant éteintes pendant des années. Les 17 000 employés qui travaillaient à l’AHMSA n’avaient pas reçu de salaire depuis quatre ans.
Bien qu'elle soit endettée, Ancira doit encore des dettes à divers secteurs du gouvernement fédéral, tels que le Service de l'administration fiscale, Pemex et la Commission fédérale de l'électricité. L'AHMSA a des dettes auprès de divers secteurs du gouvernement fédéral, notamment le Service de l'administration fiscale, Petróleos Mexicanos, la Commission fédérale de l'électricité, l'Institut national du fonds de logement des travailleurs et l'Institut mexicain de sécurité sociale, entre autres,.
Ancira avait déjà fait l'objet d'arrestations pour sa mauvaise gestion et ses pratiques de corruption à Altos Hornos de México (AHMSA). En 2004, lui et les membres de sa famille ont été accusés de fraude fiscale au Mexique, ce qui les a incités à fuir le pays après que des mandats d'arrêt ont été émis par le Bureau du Procureur général (PGR). Pour éviter d'être capturé, Ancira a déménagé en Israël à deux reprises avec sa famille et y a résidé pendant trois ans tout en étant poursuivi par le ministère des Finances,.